# گواینویل، نیو ساوت ولز
گواینویل (به انگلیسی: Gwynneville) یک حومه شهر در استرالیا است که در نیو ساوت ولز واقع شده‌است.